# Brčko
Brčko ([ˈbr̩tʃkɔː], serbisch-kyrillisch Брчко, deutsch veraltet Bertschko oder Bartschka) ist eine Stadt im Norden von Bosnien und Herzegowina. Sie liegt an der Mündung der Brka in die Save und hat etwa 44.000 Einwohner. Da sie im Verlauf des Bosnienkrieges in den 1990er Jahren in einem schmalen Korridor lag, der die einzige Verbindung des Westens der Republika Srpska mit ihrem Osten darstellte, war sie sehr umkämpft. Heute gehört die Gemeinde Brčko aus diesem Grund zu keiner der beiden Entitäten des Landes exklusiv, sondern bildet das Sonderverwaltungsgebiet Brčko-Distrikt, das in einem Kondominium von beiden Entitäten verwaltet wird.

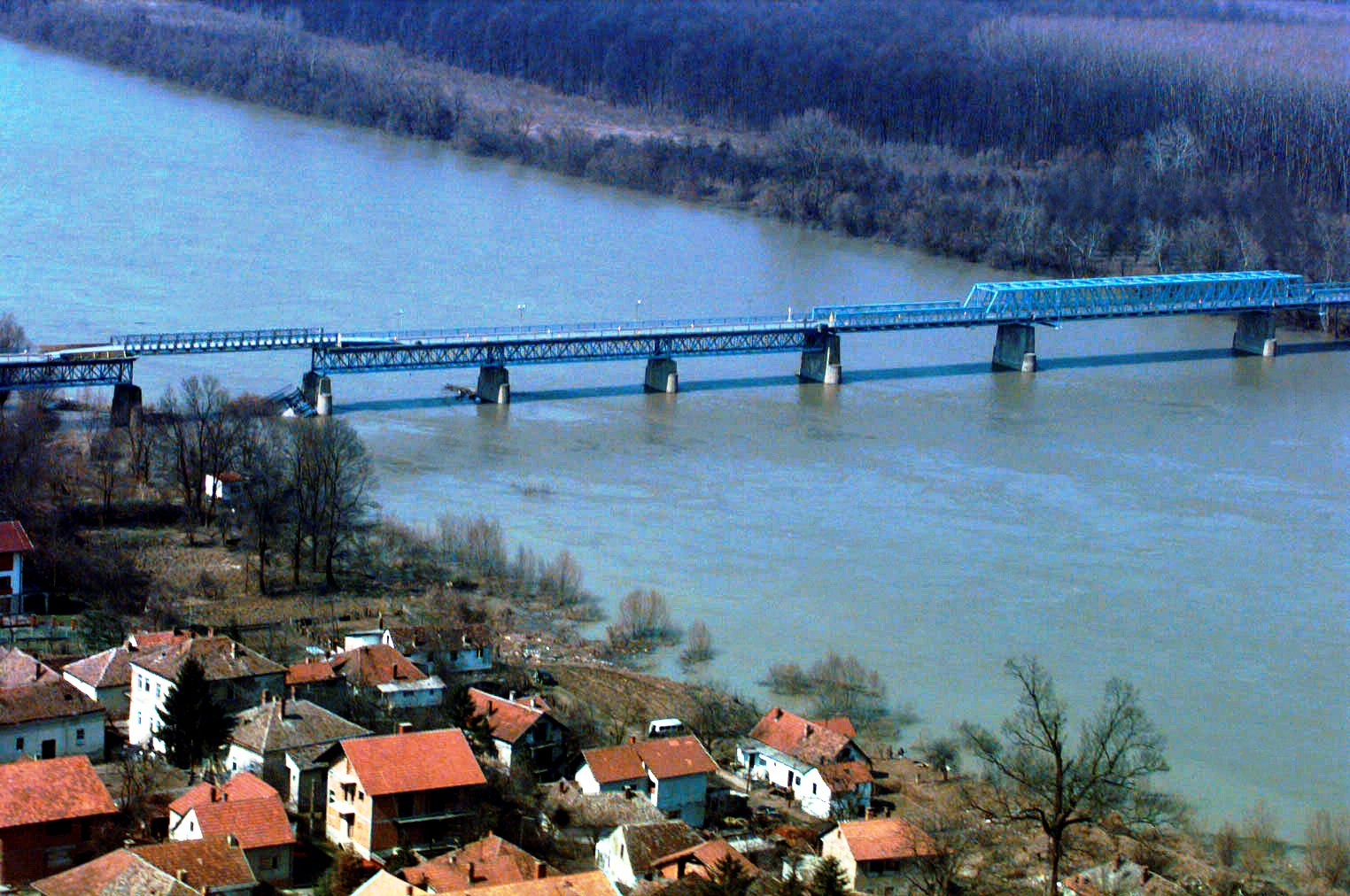
Brücke über die Save

## Bevölkerung
Vor dem Bosnienkrieg hatte die Stadt Brčko eine ethnisch gemischte Bevölkerung. Die Volkszählung 1991 ergab für die Stadt eine Einwohnerzahl von 41.406, von denen sich 22.994 als Bosniaken, 8.253 als Serben, 2.894 als Kroaten und 5.211 als Jugoslawen bezeichneten.
Durch sogenannte ethnische Säuberungen wurden die meisten Kroaten und Bosniaken aus der Stadt vertrieben. Hunderte Zivilisten wurden in verschiedenen Lagern interniert. In einzelnen Lagern wie „Luka“ wurden Gefangene systematisch getötet, gefoltert und auf andere Weise misshandelt. Die Zahl der Rückkehrer liegt aber vergleichsweise hoch.
Aufgrund der ethnischen Säuberung des Gebiets während des Krieges in Bosnien und Herzegowina waren zeitweise etwa 93 % der Bevölkerung Serben. Später jedoch, nach der Gründung des Bezirks Brčko, sind viele Flüchtlinge in ihre Heimat zurückgekehrt. 2013 bestand die Bevölkerung der Stadt Brčko nach den Ergebnissen der Volkszählung zu rund 49 % aus Serben, zu 44 % aus Bosniaken und zu 4 % aus Kroaten.

## Geschichte
Brčko wurde erstmals 1548 in einer Urkunde erwähnt. Als dieser Teil Bosniens osmanisch besetzt wurde, war Brčko noch ein Dorf. Die türkischen Herren ließen Bäder, Koranschulen und Moscheen bauen. Beim Kampf der Osmanen gegen Österreich-Ungarn wurde die Stadt mehrfach zerstört. Sie gehörte nach dem Berliner Kongress 1878 zu Österreich-Ungarn und wurde ab 1908 zu einem wirtschaftlichen und kulturellen Zentrum an der Save ausgebaut. Es entstanden Industriebetriebe, ein Krankenhaus und 1922 ein Gymnasium sowie 1923 eine Wirtschaftsakademie.

## Persönlichkeiten

### Töchter und Söhne der Stadt
- Krunoslav Draganović (1903–1983), Politiker und Priester
- Marta Manojlović (1943–2023), Äbtissin des Klosters Tavna
- Jasmin Imamović (* 1957), Schriftsteller und Politiker
- Amira Nimer (* 1957), Schriftstellerin
- Mladen Bosić (* 1961), Politiker
- Nikica Maglica (* 1965), ehemaliger Bundesligaspieler und von 2007 bis 2011 Co-Trainer von Dynamo Dresden
- Ljubiša Ristić (* 1967), Volleyballspieler und -trainer
- Šekib Mujanović (* 1969), Turbo-Folk-Sänger
- Adnan Kevrić (* 1970), ehemaliger Fußballnationalspieler
- Alma Hadžibeganović (* 1972), Autorin
- Selver Hodžić (* 1978), ehemaliger Fußballspieler
- Edo Maajka (* 1978; eigentlich Edin Osmić), Rapper
- Vesna Pisarović (* 1978), Pop-Sängerin
- Mladen Petrić (* 1981), Fußballspieler und ehemaliger Bundesligaprofi
- Armin Mustedanović (* 1986), Volleyballspieler
- Edvin Kanka Ćudić (* 1988), Menschenrechtsaktivist
- Anton Maglica (* 1991), Fußballspieler
- Nikola Kovač (* 1997), E-Sportler

### Sonstige
- Lepa Brena (* 1960; eigentlich Fahreta Jahić Živojinović), Pop-/Folk-Sängerin, in Brčko aufgewachsen

## Städtepartnerschaften
Partnerstadt von Brčko ist:
- Mostar, Bosnien und Herzegowina